# Satish Kumar (Aktivist)
Satish Kumar (geboren am 9. August 1936 in Sri Dungargarh, Rajasthan in Britisch-Indien) ist ein indisch-britischer Aktivist und Speaker. Im Alter von 9 bis 18 Jahren lebte er als Jain-Mönch. Er tritt als Pazifist und Befürworter nuklearer Abrüstung auf. Der heute in England lebende Kumar ist Gründer und Programmdirektor des Schumacher College und emeritierter Herausgeber der Zeitschrift Resurgence & Ecologist.

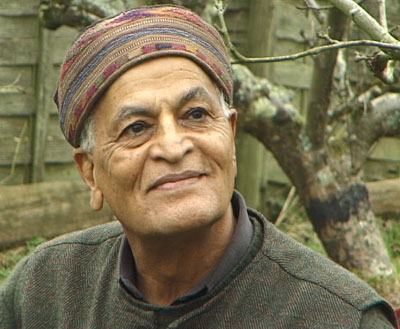
Satish Kumar

Seine bemerkenswerteste Leistung ist, dass er im Juni 1962 zusammen mit einem Begleiter, E. P. Menon, einen zweieinhalbjährigen Friedensmarsch von über 12 000 Kilometern von Neu-Delhi nach Moskau, Paris, London und Washington, D.C. – den Hauptstädten der ersten atomar bewaffneten Länder der Welt – unternahm. Er besteht darauf, dass die Ehrfurcht vor der Natur im Mittelpunkt jeder politischen und sozialen Debatte stehen sollte.

## Frühes Leben
Kumar wurde am 9. August 1936 in Sri Dungargarh geboren. Im Alter von 9 Jahren verließ er seine Familie und wurde Jain-Mönch. Mit 18 Jahren verließ er den Bettelorden, nachdem er ein Buch von Mahatma Gandhi gelesen hatte, und wurde Schüler von Vinoba Bhave, einem bedeutenden Schüler Gandhis und dessen Ideen der Gewaltlosigkeit und Landreform.

## Friedensmarsch
Inspiriert von Bertrand Russells zivilem Ungehorsam gegen die Atombombe, beschlossen Kumar und sein Freund E. P. Menon im Juni 1962, einen Friedensmarsch von Indien zu den vier Hauptstädten der atomaren Welt zu unternehmen: Moskau, Paris, London und Washington D.C., und entschieden, auf ihrer Reise kein Geld mitzunehmen. Sie nannten diese Reise, die zweieinhalb Jahre dauerte, eine „Pilgerreise für den Frieden“.
Die Reise ist in Kumars Buch „No Destination: Autobiography of a Pilgrim“ festgehalten.

## Beruflich
Zwischen 1973 und 2016 war Kumar Redakteur von Resurgence & Ecologist (einer Kombination aus dem früheren Magazin Resurgence, das als künstlerisches und spirituelles Aushängeschild der grünen Bewegung bezeichnet wurde, und The Ecologist). Für die Society for Curious Thought schrieb er einen Essay mit dem Titel „Focus on Food“ und wirkte an der BBC-Sendung „Thought for the Day“ (Gedanken für den Tag) in der Today Show mit und trat auch bei Desert Island Discs auf. Kumar wurde von Richard Dawkins in seiner Episode „Slaves to Superstition“ (Sklaven des Aberglaubens) des Dokumentarfilms The Enemies of Reason (Die Feinde der Vernunft) interviewt, in dem er die Verbreitung unwissenschaftlicher Überzeugungen in der modernen Gesellschaft untersuchte. Er drehte auch einen Film mit dem Titel „Earth Pilgrim“ für die BBC2 Natural History Series. Er hat zahlreiche Bücher geschrieben und wurde mit dem Jamnalal Bajaj International Award ausgezeichnet.

## Privatleben
Satish Kumar ließ sich 1973 in England nieder. Er lebt ein einfaches Leben in Hartland (Devon) mit seiner Partnerin June Mitchell, ihrem Sohn und ihrer Tochter.

## Zitate
Auf die Kritik, seine Ziele seien unrealistisch, antwortete er:
„Schauen Sie sich an, was die Realisten erreicht haben, sie haben uns zu Krieg und Klimawandel, zu Armut in unvorstellbarem Ausmaß und zu ökologischer Zerstörung im großen Stil geführt. Die Hälfte der Menschheit geht wegen all der realistischen Führer in der Welt hungrig zu Bett. Ich sage Leuten, die mich 'unrealistisch' nennen, sie sollen mir zeigen, was ihr Realismus bewirkt hat. Realismus ist ein veraltetes, übertriebenes und völlig überzogenes Konzept.“

## Bücher
- No destination. Mochyn Du/Black Pig Press, Llandeilo [Wales] 1978, ISBN 0-906180-02-3.
- You are therefore I am. A declaration of dependence. Viveka Foundation, New Delhi 2002, ISBN 978-81-88251-06-3.
- mit John Lane (Hrsg.): Images of earth & spirit. A Resurgence art anthology. Green, Totnes 2003, ISBN 978-1-903998-29-8.
- als Hrsg.: Vinobā Bhave: The intimate and the ultimate. Green Books, Totnes [England] 2004, ISBN 978-1-903998-39-7.
- The Buddha and the terrorist. Algonquin Booksl, Chapel Hill, N.C. 2006, ISBN 978-1-56512-520-9.
  - deutsch: Der Buddha und der Terrorist. Eine Parabel. Scherz, Frankfurt am Main 2010, ISBN 978-3-502-61213-1.
- Spiritual Compass. The Three Qualities of Life. Green, Totnes 2007, ISBN 978-1-903998-89-2.
- Earth Pilgrim. Green Books, London 2009, ISBN 978-1-900322-57-7.
- Soil, soul, society. A new trinity for our time. Leaping Hare Press, East Sussex, UK 2013, ISBN 978-1-78240-044-8.
- Elegant Simplicity. The Art of Living Well. New Society Publishers, Limited; Consortium Book Sales & Distribution [Distributor], Gabriola Island, Minneapolis 2020, ISBN 978-0-86571-910-1.
  - deutsch: Elegante Einfachheit. Die Kunst, gut zu leben. Neue Erde, Saarbrücken 2023, ISBN 978-3-89060-386-5.
- Pilgrimage for peace. The long walk from India to Washington. Green Books, Cambridge, England 2021, ISBN 978-0-85784-529-0.